# オモイデドロボー
『オモイデドロボー』は、錦戸亮の楽曲。2019年12月20日にNOMAD RECORDSから配信限定シングルとして配信リリースされた。

## 概要
- 自身初の配信限定シングル。
- 本曲は、2019年12月19日に開催された、自身のライブツアー『錦戸亮 LIVE TOUR 2019 "NOMAD"』の千秋楽である東京・LINE CUBE SHIBUYA公演にて本曲のリリースが発表され、初披露された[6]。
- 2020年5月23日、本曲のミュージック・ビデオが公開された[8]。
  - 同MVは、前述のライブツアーで初披露された映像に音源が使用されたものであり、新録された映像は無い。
- 2021年1月27日、自身の2ndアルバム『Note』にて本曲が収録された[9]。
  - 同アルバムにて初のCD音源化となった。
- 同年2月20日、上述のアルバムバージョンのミュージック・ビデオが公開された[10]。
  - 同MVは前回のMVと異なり、全編新録映像となっているが、ショートバージョンのみの公開となっており、フルバージョンは2021年10月現在公開されていない。

## チャート成績
- オリコンチャート
  - 初日4,446ダウンロードを記録し、2019年12月20日付の「オリコンデイリー デジタルシングル（単曲）ランキング」で初登場3位を獲得した[1]。
  - 初週5,078ダウンロードを記録し、2019年12月30日付の「オリコン週間 デジタルシングル（単曲）ランキング」で週間19位を獲得した[2]。
- Billboard JAPAN
  - 2020年1月1日公開の「Billboard Japan Download Songs」で「オモイデドロボー」が週間12位を獲得した[3]。
  - 2020年1月1日公開の「Billboard Japan Hot 100」で「オモイデドロボー」が週間92位を獲得した[4]。

## 収録曲
1. オモイデドロボー - [4:14]
作詞・作曲・編曲：錦戸亮
  - 2020年5月23日にMVが公開された[8]。
  - 2021年2月20日に本曲が収録されているアルバム『Note』バージョンのMVが公開された[10]。

## 収録作品

### アルバム
- 2ndアルバム『Note』

### 映像作品

#### ライブ映像
- 1stライブBlu-ray/DVD『錦戸亮 LIVE TOUR 2019 "NOMAD"』

※通常盤の特典CDにはライブ音源を収録。
- 特典ライブBlu-ray/DVD『錦戸亮 FAN MEETING 2020 at OSAKA』
- 2ndアルバム『Note』(WIZY限定盤・初回限定盤 特典Blu-ray/DVD)
- 2ndライブBlu-ray/DVD『錦戸亮 LIVE 2021 "Note"』

※特典CDにはライブ音源を収録。
- 3rdライブBlu-ray/DVD『錦戸亮 LIVE TOUR 2021 "Note"』

※通常盤の特典CDにはライブ音源を収録。
- 4thライブBlu-ray/DVD『錦戸亮 LIVE 2021 "SHABBY"』

※特別仕様盤の特典Blu-ray/DVDにも収録。
※通常盤の特典CDにはライブ音源を収録。
- 3rdアルバム『Nocturnal』(特別仕様LIVE盤 特典Blu-ray/DVD)

※通常盤の特典CDにはライブ音源を収録。
- 5thライブBlu-ray/DVD『錦戸亮 LIVE TOUR 2022 "Nocturnal"』

※通常盤の特典CDにはライブ音源を収録。
- 6thライブBlu-ray/DVD『錦戸亮 LIVE TOUR 2024 "NOMADOFNOWHERE"』

※特別仕様Untitled盤の特典Blu-ray/DVDにも収録。
※特別仕様Untitled盤・通常盤の特典CDにはライブ音源を収録。

#### ミュージック・ビデオ
- 2ndアルバム『Note』(通常盤 特典Blu-ray/DVD)